# SV Saar 05 Saarbrücken
SV Saar 05 Saarbrücken is een Duitse sportclub uit Saarbrücken en de grootste sportclub uit Saarland.
Op 8 mei 1905 werd FK 1905 opgericht, drie maanden later werd de naam in SC Saar 05 veranderd. Op 6 oktober 1933 fuseerde de club met SV 1905 Saarbrücken. De nieuwe club was SV Saar 05, ook deze club fuseerde, in 1936 met Deutschen SC en werd Deutschen SV Saar 05. Na WOII werd de club heropgericht als SV Saarbrücken. Op 8 januari 1945 veranderde de naam in SV Saar Saarbrücken en op 16 december 1951 werd de 05 in de naam toegevoegd.

## Voetbalclub
De club speelde de eerste jaren in de tweede klasse. Toen de Zuid-Duitse voetbalbond in 1919 de Saarcompetitie invoerde als een van de nieuwe hoogste klassen speelde de club voor het eerst op het hoogste niveau. De club werd meteen kampioen en plaatste zich voor de Zuid-Duitse eindronde. In een groep met FC Pfalz Ludwigshafen en Germania Wiesbaden moest de club genoegen nemen met de tweede plaats. Het volgende seizoen moest de club de titel aan Borussia VfB Neunkirchen laten. In 1921 werd de Rijnhessen-Saarcompetitie ingevoerd, die begon met vier reeksen en over twee seizoenen teruggebracht werd naar één reeks. De club werd groepswinnaar en verloor in de halve finale van Neunkirchen. In het tweede seizoen werd de club slechts vijfde en overleefde zo de schifting niet voor het volgende seizoen dat nog maar uit één reeks bestond. Na één seizoen promoveerde de club terug, maar kon het behoud niet verzekeren. In 1926 promoveerde de club opnieuw. Na de herinvoering van de Saarcompetitie in 1927 eindigde de club derde en plaatste zich zo nog eens voor de Zuid-Duitse eindronde. In een groep met acht clubs werd Saar slechts zevende. Ook het volgende seizoen kon de club zich plaatsen voor de eindronde, maar brak ook nu geen potten. De volgende jaren eindigde de club in de middenmoot
In 1933 werd de competitie grondig geherstructureerd door de NSDAP, de nieuwe machthebber in Duitsland. De Saarcompetitie werd ontbonden en vervangen door de Gauliga Südwest. Hiervoor plaatste enkel de top vier zich en SC Saar 05 ging naar de tweede klasse, waar ze fuseerden met SV 1905 en zo de naam SV Saar 05 aannamen. Na één seizoen promoveerde de club en werd afgetekend laatste. Hierna slaagde de club er niet in nog te promoveren.
Na de oorlog speelde de club in 1947/48 in de Oberliga Südwest maar na dat seizoen trokken alle clubs uit Saarland zich terug omdat Frankrijk wilde dat Saarland onafhankelijk werd. Intussen speelde de club in de Saarlandliga en na 3 seizoenen keerden de clubs terug naar de Oberliga. In het eerste seizoen in de 2de klasse werd de club 2de achter Sportfreunde 05 Saarbrücken maar omdat deze ploeg aan promotie verzaate mocht Saar 05 promoveren.
Tot 1963 speelde de club in de Oberliga. Beste plaats was de vierde in 1953/54. Bij de invoering van de Bundesliga in 1963 moest de club naar de nieuwe Regionalliga Südwest, waar ze acht jaar speelden als een middenmoter. In 1971 degradeerde de club als voorlaatste in de stand met slechts 2 overwinningen.
In het eerste jaar in de 3de klasse werd de club nog vicekampioen maar vanaf dan ging het bergaf. In 1978 verenigden de 3 Amateurliga's uit Zuidwest-Duitsland zich in één Oberliga en moest de club naar de 4de klasse degraderen. In 1990 kon de club 2 seizoenen terugkeren, ook in 2001 keerde de club terug naar de Oberliga, maar intussen was deze zelf een 4de klasse geworden, na één seizoen degradeerde de club weer. Er volgden nog enkele degradaties en de club sloot het seizoen 2005/06 af als 4de laatste in de Bezirksliga Saarland-Süd (7de klasse). In 2009 was de club zelfs in de Kreisliga verzeild geraakt, maar het tij keerde intussen en de club promoveerde vier keer op rij waardoor ze in 2012/13 uitkwam in de Saarlandliga. In 2014 promoveerde de club opnieuw. Ook in 2015 slaagde de club erin te promoveren, waar door de club voor het eerst sinds lang weer in dezelfde klasse speelt als stadsrivaal 1. FC Saarbrücken. De promotiereeks kwam abrupt ten einde in 2016 toen de club van meet af aan tegen de degradatie moest vechten en op het einde van het seizoen slechts elf punten verzamelde en als laatste degradeerde. In februari 2018 gaf de club aan vrijwillig te degraderen dat seizoen, al degradeerde de club aan het einde van het seizoen sowieso door een laatste plaats.

## Stadion
Sinds 1931 speelt de club in het Kieselhumes-Stadion dat eens plaats bood aan 35 000 toeschouwers. Intussen is het stadion het modernste atletiekstadion van Saarland en heeft plaats voor zo'n 12.000 toeschouwers.

## Erelijst
Kampioen Saar
1920